# 世姓
世姓，漢字姓氏之一，為錫蘭科提王國王子世利巴交喇惹後裔。

## 起源
1411年（明朝永樂9年），鄭和下西洋，回程途經錫蘭羅依伽摩王國，國王維羅·阿羅吉濕婆羅（《明史》譯作亞烈苦奈兒）欲予加害，鄭和率兵敉平，並押解回明朝，隔年後釋放。改立邪巴來那為王，即波羅伽羅摩巴忽六世，是為「科提王朝」。波羅伽羅摩巴忽六世親自至明朝朝貢，後並四次遣使。
1459年（天順3年），錫蘭國王派遣王子世利巴交喇惹擔任使節，出使明朝，錫蘭稱王儲為巴來那。適值錫蘭國王去世，巴來那遂留居泉州，明朝授其授四夷館通事之職，改以世為姓氏，並娶阿拉伯裔女子蒲氏為妻。

## 傳衍
世姓主要在泉州傳衍。傳至世隆之時，因無男丁繼承，乃為次女世益娟招贅男子許闖，並約定後代以「許世」為姓。
世姓第十五代孫世振治渡海定居台灣彰化花壇鄉，傳衍至今約有5戶人家。
1996年12月，當地學者劉志成於清源山世家坑發現錫蘭王子家族墓區。1998年5月世家坑祖墳遭受破壞，經當地泉州日報披露，世姓於泉州傳承史實始為世人所知。

## 外部連結
[在维基数据编辑]
 《欽定古今圖書集成·明倫彙編·氏族典·世姓部》，出自陈梦雷《古今圖書集成》